# Cencenighe Agordino
Cencenighe Agordino (ladin: Zenzenighe) est une commune italienne de la province de Belluno dans la région Vénétie en Italie.

## Administration
| Période                                  | Période | Identité | Étiquette | Qualité |
| ---------------------------------------- | ------- | -------- | --------- | ------- |
|                                          |         |          |           |         |
| Les données manquantes sont à compléter. |         |          |           |         |

### Hameaux
Morbiach, Ghirlo, Col da Campo (ladin: Col da Camp), Vare Basse, Vare Alte (ladin: Vare Aute), Faé, Pradimezzo (ladin: Prademez, Roa, Avoscan, Palù, Martin, Bogo, Cavarzan, Foch, Chenet, Bastiani, Lorenzon, Collaz (ladin: Colaz), Coi, Balestier

### Communes limitrophes
Canale d'Agordo, San Tomaso Agordino, Taibon Agordino, Vallada Agordina